# Ratimir di Croazia
Ratimiro di Croazia, o Ratimar (in latino Ratimarus) (fl. IX secolo), fu duca della Bassa Pannonia tra l'829 e l'838.

## Biografia
Secondo la moderna storiografia croata, Ratimir era un principe croato. Nell'827 i bulgari invasero e conquistarono un'area di frontiera dell'Impero carolingio, probabilmente coincidente in maniera approssimativa con la Pannonia Savia, la quale era appartenuta al principato della Croazia Pannonica. Nell'829 i bulgari imposero come nuovo duca Ratimir, mentre nell'833 Ludovico il Germanico nominò Ratbod a capo della marca orientale, ordinandogli anche di adoperarsi in favore della cristianizzazione dei moravi. Nello stesso anno i bulgari imposero come nuovo duca Ratimir, un principe locale. Durante il regno di Ratimir vi fu un raffreddamento dei rapporti con l'impero romano d'Oriente, che in precedenza erano stati cordiali. Nell'838, nove anni dopo, in seguito alla conquista bulgara della Macedonia, il conte Ratbod depose Ratimir, che fuggì dal principato, e ripristinò definitivamente il dominio franco sul ducato della Bassa Pannonia.
La storiografia contemporanea non ritiene attendibile la notizia riportata dalla Cronaca del Prete di Doclea, che indica il re della Grande Moravia Svatopluk I come discende di Ratimir.

## Curiosità
Il suo nome è composto dalla parola rat, che significa "guerra", e mir, che significa "pace".